# 杨庆雄
杨庆雄（1925年—），男，四川资阳人，中国飞机设计专家，曾任西北工业大学教授、博士生导师。